# Antonio Giovinazzi
Antonio Maria Giovinazzi (Martina Franca, 1993. december 14. –) olasz autóversenyző, Formula–1-es pilóta, a 2019-es szezontól 2021-ig az Alfa Romeo Racing versenyzője. A 2023-as Le Mans-i 24 órás verseny győztese.

## Pályafutása

### Gokart, Formula Pilota China
Giovinazzi 2006 és 2011 között szerepelt különféle gokart bajnokságokban. Formulaautós karrierjét a Formula Pilota China versenysorozatban kezdte el 2012-ben, ahol 6 győzelemmel könnyedén nyerte meg a bajnoki címet. Szerepelt továbbá a Formula Abarth szezonzáróján is Monzában. A három futamból kettőt megnyert, a harmadikon pedig második lett. Pontokat nem kapott, mert a sorozatban csak vendég pilótaként szerepelt.

### Formula–3
Innen már egyenes út vezetett számára a Formula–3 Európa-bajnokságba. Első évében 31 pontot szerzett, a másodikban viszont hétszer állt dobogóra, kétszer a legmagasabb fokára. Harmadik szezonját jól kezdte, az első 9 verseny mindegyikén dobogóra állhatott. Végül a szezont 20 dobogós helyezéssel a második helyen zárta Felix Rosenqvist mögött. Makaóban az időmérő versenyt megnyerte, de megbüntették így csak a tizedik lett. A főversenyen próbálta magát felküzdeni a dobogós helyek egyikére, de meg kellett elégednie a negyedik hellyel.

### DTM
2015-ben Giovinazzi részt vehetett a moszkvai versenyen az Audi Sport Team Phoenix pilótájaként, az osztrák futamon történt botrány miatt eltiltott Timo Scheider helyén. A versenyeket a 19. és 21. helyeken fejezte be.

### GP2
Giovinazzi szerződése a következő Formula–3-as évre már a küszöbön állt, amikor is egy új szabályt vezettek be, miszerint egy pilótának 3, a bajnokságban töltött év után távoznia kell. Szerencséjére a 2016-ban a GP2-ben debütáló Prema Racing őt nevezte meg Pierre Gasly csapattársaként. Az idényt kiábrándítóan kezdte meg, ugyanis az első négy versenyhétvégén pontot sem szerzett. Az ezeket követő európai nagydíjakon mindkettő versenyt megnyerte. A főversenyen ő indulhatott az élről is.
A következő 16 nagydíjon mindössze három alkalommal fordult elő, hogy az olasz pilóta nem szerzett pontot. Csapattársával Pierre Gaslyval az utolsó futamig versenyben volt a bajnoki címért amit végül a francia versenyző nyert meg.

### Formula–1

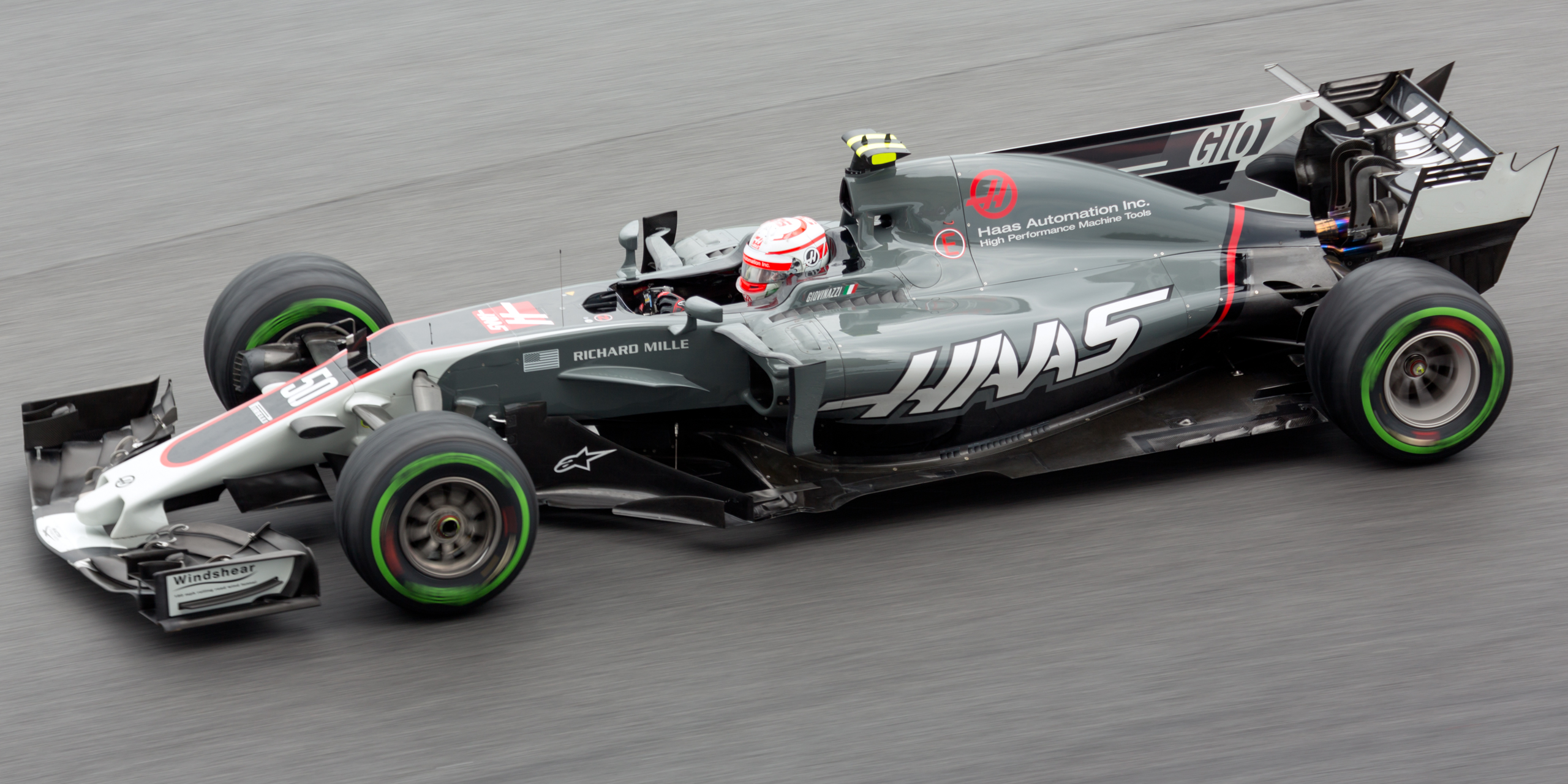
Giovinazzi a Haas tesztpilótájaként a 2017-es maláj nagydíjon.

A 2017-es szezonban a Ferrari harmadik számú versenyzője lett és a nyitó futamon bemutatkozhatott a királykategóriában, miután a Sauber német versenyzője, Pascal Wehrlein egy sérülés miatt nem tudta vállalni az indulást a melbourne-i ausztrál nagydíjon. Giovinazzi révén 2011 óta először jutott szerephez olasz pilóta a Formula–1-ben Jarno Trulli óta, aki az az évi utolsó futamon, a brazil nagydíjon futotta utolsó versenyét. Két futamon indult, a kínai nagydíjat követően Wehrlein visszavette ülését.
Giovinazzi a szezon ezt követő részében a Haas istálló autóját vezethette több versenyhétvégén a pénteki szabadedzéseken. A 2018-as szezonban a Sauber tartalékpilótája lett, valamint pénteki szabadedzésen Hockenheimben és a Hungaroringen is tesztelhetett. Utóbbi pályán a magyar nagydíjat követően tartott, a fiatal tehetségeknek lehetőséget biztosító több napos teszten a Ferrari is lehetőséget adott neki, ő pedig megdöntötte a nem hivatalos pályacsúcsot, 1:15,648-os idejével.
2018. szeptember 26-án hivatalossá vált, hogy 2019-ben ő lesz Kimi Räikkönen csapattársa az Alfa Romeo Racingnél. Első pontjait az osztrák nagydíjon szerezte meg. Eredetileg a német nagydíjon is szerzett pontokat, azonban őt és Räikkönent is megbüntették, így eredményét alacsonyabb pozícióban értékelték és ezzel kicsúszott a pontszerzők közül. Belgiumban az utolsó körig a 9. helyen haladt, amikor is kicsúszott a pályáról és összetörte a versenyautóját. Hazai futamán ismét a pontszerző zónán belül látta meg a kockás zászlót, immáron második alkalommal a szezon során. A szingapúri viadalt is pontszerzéssel zárta, valamint a kaotikus brazil nagydíjon az ötödik helyen haladt át a célvonalon, ezzel Formula–1-es pályafutása eddig legjobb eredményét érte el.
2019 novemberében bejelentették, hogy az Alfa Romeo meghosszabbította Giovinazzi szerződését a 2020-as szezonra.
2020 október végén bejelentették, hogy 2021-ben is az Alfa Romeo pilótája marad Kimi Räikkönennel. [18]

### Le Mans-i 24 órás autóverseny
Giovinazzi indult a 2018-as Le Mans-i 24 órás versenyen, ahol kategóriájában 5., összesítésben 20. helyen zárt. 2023-ban ismét elindult a Ferrari gyári pilótájaként a Hypercar-kategóriában James Calado és Alessandro Pier Guidi csapattársaként, ahol az időmérő edzésen a 2. helyet szerezték meg az 50-es rajtszámú Ferrari mögött. A versenyt végül megnyerték a 8-as rajtszámú Toyota előtt. A Ferrari 50 év után tért vissza a Le Mans-i 24 órás autóversenyre és 58 év után nyerte meg.

### Formula–E
2021 novemberében az Alfa Romeo bejelentette, hogy 2022-re a helyét a kínai Csou Kuan-jü veszi át. Nem sokkal később hivatalossá vált, hogy a Formula–E-ben folytatja pályafutását a Dragon Racing és a Team Penske közös csapatában, a brazil Sérgio Sette Câmara oldalán.

## Eredményei

### Teljes Brit Formula–3-as bajnokság eredménysorozata
(Táblázat értelmezése)

(Félkövér: pole-pozícióból indult; dőlt: leggyorsabb kört futott) 

| Év   | Csapat          | 1       | 2       | 3       | 4       | 5       | 6       | 7       | 8     | 9        | 10      | 11      | 12    | Helyezés | Pont |
| ---- | --------------- | ------- | ------- | ------- | ------- | ------- | ------- | ------- | ----- | -------- | ------- | ------- | ----- | -------- | ---- |
| 2013 | Double R Racing | SIL 1 6 | SIL 2 1 | SIL 3 7 | SPA 1 5 | SPA 2 3 | SPA 3 1 | BRH 1 3 | BRH 2 | BRH 3 Ki | NÜR 1 2 | NÜR 2 6 | NÜR 3 | 2.       | 135  |

### Teljes Formula–3 Európa-bajnokság eredménysorozata
(Táblázat értelmezése)

(Félkövér: pole-pozícióból indult; dőlt: leggyorsabb kört futott) 

| Év   | Csapat            | 1         | 2        | 3        | 4         | 5        | 6        | 7        | 8        | 9        | 10        | 11       | 12      | 13       | 14       | 15       | 16       | 17       | 18       | 19       | 20       | 21       | 22       | 23       | 24       | 25      | 26      | 27       | 28       | 29      | 30       | 31      | 32      | 33      | Helyezés | Pont  |
| ---- | ----------------- | --------- | -------- | -------- | --------- | -------- | -------- | -------- | -------- | -------- | --------- | -------- | ------- | -------- | -------- | -------- | -------- | -------- | -------- | -------- | -------- | -------- | -------- | -------- | -------- | ------- | ------- | -------- | -------- | ------- | -------- | ------- | ------- | ------- | -------- | ----- |
| 2013 | Double R Racing   | MNZ 1 22† | MNZ 2 12 | MNZ 3 13 | SIL 1 Kiz | SIL 2 Ni | SIL 3 11 | HOC 1 12 | HOC 2 Ki | HOC 3 24 | BRH 1 11  | BRH 2 16 | BRH 3 9 | RBR 1 15 | RBR 2 23 | RBR 3 Ki | NOR 1 Ki | NOR 2 23 | NOR 3 Ki | NÜR 1 18 | NÜR 2 16 | NÜR 3 10 | ZAN 1 14 | ZAN 2 Ki | ZAN 3 11 | VAL 1 9 | VAL 2 7 | VAL 3 13 | HOC 1 17 | HOC 2 7 | HOC 3 6  |         |         |         | 17.      | 31    |
| 2014 | Carlin Motorsport | SIL 1 12  | SIL 2 8  | SIL 3 5  | HOC 1 Ki  | HOC 2    | HOC 3 5  | PAU 1 7  | PAU 2 4  | PAU 3 10 | HUN 1 23† | HUN 2 6  | HUN 3 5 | SPA 1 Ki | SPA 2 9  | SPA 3 11 | NOR 1 Ki | NOR 2 9  | NOR 3 7  | MSC 1 13 | MSC 2 16 | MSC 3 10 | RBR 1 2  | RBR 2 16 | RBR 3 1  | NÜR 1 3 | NÜR 2 1 | NÜR 3 Ki | IMO 1 5  | IMO 2 3 | IMO 3 Ki | HOC 1 4 | HOC 2   | HOC 3 5 | 6.       | 238   |
| 2015 | Carlin Motorsport | SIL 1 2   | SIL 2 3  | SIL 3 2  | HOC 1     | HOC 2 3  | HOC 3    | PAU 1 2  | PAU 2 3  | PAU 3 1  | MNZ 1 4   | MNZ 2 Ki | MNZ 3 4 | SPA 1 Ki | SPA 2 9  | SPA 3 15 | NOR 1 2  | NOR 2 22 | NOR 3 1  | ZAN 1    | ZAN 2    | ZAN 3 2  | RBR 1 3  | RBR 2    | RBR 3 1  | ALG 1 9 | ALG 2 8 | ALG 3 8  | NÜR 1 10 | NÜR 2   | NÜR 3 13 | HOC 1 6 | HOC 2 1 | HOC 3   | 2.       | 412,5 |

† Nem fejezte be a versenyt, de teljesítette a futam 90%-át

### Teljes DTM eredménylistája
(Táblázat értelmezése)

(Félkövér: pole-pozícióból indult; dőlt: leggyorsabb kört futott) 

| Év   | Csapat                  | 1     | 2     | 3     | 4     | 5     | 6     | 7     | 8     | 9     | 10    | 11       | 12       | 13    | 14    | 15    | 16    | 17    | 18    | Helyezés | Pont |
| ---- | ----------------------- | ----- | ----- | ----- | ----- | ----- | ----- | ----- | ----- | ----- | ----- | -------- | -------- | ----- | ----- | ----- | ----- | ----- | ----- | -------- | ---- |
| 2015 | Audi Sport Team Phoenix | HOC 1 | HOC 2 | LAU 1 | LAU 2 | NOR 1 | NOR 2 | ZAN 1 | ZAN 2 | SPL 1 | SPL 2 | MSC 1 19 | MSC 2 21 | OSC 1 | OSC 2 | NÜR 1 | NÜR 2 | HOC 1 | HOC 2 | 25.      | 0    |

### Teljes GP2-es eredménylistája
(Táblázat értelmezése)

(Félkövér: pole-pozícióból indult; dőlt: leggyorsabb kört futott) 

| Év   | Csapat       | 1          | 2          | 3          | 4          | 5         | 6         | 7          | 8         | 9         | 10        | 11        | 12         | 13        | 14         | 15        | 16        | 17        | 18        | 19        | 20        | 21        | 22        | Helyezés | Pont |
| ---- | ------------ | ---------- | ---------- | ---------- | ---------- | --------- | --------- | ---------- | --------- | --------- | --------- | --------- | ---------- | --------- | ---------- | --------- | --------- | --------- | --------- | --------- | --------- | --------- | --------- | -------- | ---- |
| 2016 | Prema Racing | ESP FEA 18 | ESP SPR Ki | MON FEA 11 | MON SPR 18 | EUR FEA 1 | EUR SPR 1 | AUT FEA Ki | AUT SPR 5 | GBR FEA 2 | GBR SPR 4 | HUN FEA 2 | HUN SPR 17 | GER FEA 8 | GER SPR Ki | BEL FEA 6 | BEL SPR 1 | ITA FEA 1 | ITA SPR 3 | MAL FEA 1 | MAL SPR 4 | UAE FEA 5 | UAE SPR 6 | 2.       | 211  |

### Teljes Formula–1-es eredménysorozata
(Táblázat értelmezése)

(Félkövér: pole-pozícióból indult; dőlt: leggyorsabb kört futott) 

| Év   | Csapat     | 1      | 2      | 3      | 4      | 5      | 6      | 7      | 8      | 9      | 10     | 11     | 12     | 13      | 14     | 15     | 16     | 17     | 18     | 19     | 20     | 21     | 22     | Helyezés | Pont |
| ---- | ---------- | ------ | ------ | ------ | ------ | ------ | ------ | ------ | ------ | ------ | ------ | ------ | ------ | ------- | ------ | ------ | ------ | ------ | ------ | ------ | ------ | ------ | ------ | -------- | ---- |
| 2017 | Sauber     | AUS 12 | CHN Ki | BHR    | RUS    | ESP    | MON    | CAN    | AZE    | AUT    |        |        |        |         |        |        |        |        |        |        |        |        |        | 22.      | 0    |
| 2017 | Haas       |        |        |        |        |        |        |        |        |        | GBR Tp | HUN Tp | BEL    | ITA     | SIN Tp | MAL Tp | JPN    | USA    | MEX Tp | BRA Tp | UAE Tp |        |        | 22.      | 0    |
| 2018 | Sauber     | AUS    | BHR    | CHN    | AZE    | ESP    | MON    | CAN    | FRA    | AUT    | GBR    | GER Tp | HUN Tp | BEL     | ITA    | SIN    | RUS Tp | JPN    | USA    | MEX Tp | BRA Tp | UAE Tp |        | —        | —    |
| 2019 | Alfa Romeo | AUS 15 | BHR 11 | CHN 15 | AZE 12 | ESP 16 | MON 19 | CAN 13 | FRA 16 | AUT 10 | GBR Ki | GER 13 | HUN 18 | BEL 18† | ITA 9  | SIN 10 | RUS 15 | JPN 14 | MEX 14 | USA 14 | BRA 5  | UAE 16 |        | 17.      | 14   |
| 2020 | Alfa Romeo | AUT 9  | STY 14 | HUN 17 | GBR 14 | 70 17  | ESP 16 | BEL Ki | ITA 16 | TOS Ki | RUS 11 | EIF 10 | POR 15 | EMI 10  | TUR Ki | BHR 16 | SAK 13 | UAE 16 |        |        |        |        |        | 17.      | 4    |
| 2021 | Alfa Romeo | BHR 12 | EMI 14 | POR 12 | ESP 15 | MON 10 | AZE 11 | FRA 15 | STY 15 | AUT 14 | GBR 13 | HUN 13 | BEL 13 | NED 14  | ITA 13 | RUS 16 | TUR 11 | USA 11 | MEX 11 | BRA 14 | QAT 15 | SAU 9  | UAE Ki | 18.      | 3    |
| 2022 | Haas       | BHR    | SAU    | AUS    | EMI    | MIA    | ESP    | MON    | AZE    | CAN    | GBR    | AUT    | FRA    | HUN     | BEL    | NED    | ITA Tp | SIN    | JPN    | USA Tp | MEX    | BRA    | UAE    | —        | —    |

† A versenyt nem fejezte be, de helyezését értékelték, mert a versenytáv több, mint 90%-át teljesítette.

### Teljes FIA World Endurance Championship eredménysorozata
(Táblázat értelmezése)

(Félkövér: pole-pozícióból indult; dőlt: leggyorsabb kört futott) 

| Év   | Csapat                    | Osztály  | Kasztni      | Motor                  | 1     | 2     | 3     | 4     | 5     | 6     | 7     | 8     | 9   | Helyezés | Pont |
| ---- | ------------------------- | -------- | ------------ | ---------------------- | ----- | ----- | ----- | ----- | ----- | ----- | ----- | ----- | --- | -------- | ---- |
| 2016 | Extreme Speed Motorsports | LMP2     | Ligier JS P2 | Nissan VK45DE 4.5 L V8 | SIL   | SPA   | LMS   | NÜR   | MEX   | COA   | FUJ 4 | SHA 2 | BHR | 20.      | 30   |
| 2023 | Ferrari – AF Corse        | Hypercar | Ferrari 499P | Ferrari 3.0 L Turbo V6 | SEB 7 | ALG 6 | SPA 3 | LMS 1 | MNZ 5 | FUJ 5 | BHR 6 |       |     | 4.       | 114  |

* A szezon jelenleg is zajlik.

### Le Mans-i 24 órás autóverseny
| Év   | Csapat             | Csapattárs                         | Autó                | Kategória | Kör | Összetett Helyezés | Kategória Helyezés |
| ---- | ------------------ | ---------------------------------- | ------------------- | --------- | --- | ------------------ | ------------------ |
| 2018 | AF Corse           | Toni Vilander Pipo Derani          | Ferrari 488 GTE Evo | GTE Pro   | 341 | 20.                | 5.                 |
| 2023 | Ferrari – AF Corse | James Calado Alessandro Pier Guidi | Ferrari 499P        | Hypercar  | 342 | 1.                 | 1.                 |

### Teljes Formula–E eredménysorozata
(Táblázat értelmezése)

(Félkövér: pole-pozícióból indult; dőlt: leggyorsabb kört futott) 

| Év      | Csapat                    | 1      | 2      | 3      | 4      | 5      | 6      | 7      | 8      | 9      | 10     | 11     | 12     | 13     | 14     | 15     | 16     | Helyezés | Pont |
| ------- | ------------------------- | ------ | ------ | ------ | ------ | ------ | ------ | ------ | ------ | ------ | ------ | ------ | ------ | ------ | ------ | ------ | ------ | -------- | ---- |
| 2021–22 | Dragon / Penske Autosport | DIR 20 | DIR 20 | MEX Ki | ROM 18 | ROM Ki | MON 16 | BER 20 | BER 22 | JAK Ki | MAR 19 | NYC Ki | NYC Ki | LON Ki | LON Ki | SEO Ki | SEO Vi | 23.      | 0    |